# Аббадия Лариана
Аббадия Лариана (итал.  Abbadia Lariana ) — коммуна в Италии, расположена в области Ломбардия, подчинена административному центру Лекко (провинция). 
Население составляет 3268 человек, плотность населения составляет 185 чел./км². Занимает площадь 17,09 км². Почтовый индекс — 23821. Телефонный код — 0341.
Покровителями коммуны почитаются святой Лаврентий, празднование 10 августа, и святая Аполлония, празднование 9 февраля.

## Демография
Динамика населения:

## Администрация коммуны
- Официальный сайт: http://www.comune.abbadia-lariana.lc.it/